# Platystictoidea
De Platystictoidea vormen een superfamilie van libellen uit de onderorde van de Zygoptera (Juffers). 
De superfamilie omvat slechts de volgende familie:
- Familie: Platystictidae Kennedy, 1920